# Андреєв Геннадій Дмитрович
Андре́єв Генна́дій Дми́трович (нар. 23 серпня 1938, Шахти — 2008) — український радянський архітектор, член Спілки архітекторів УРСР з 1973 року.

## Біографія
Народився в м. Шахти Ростовської області, РРФСР, у 1956—1959 роках навчався в Новочеркаському геологорозвідувальному технікумі. Після закінчення технікуму служив у Радянській Армії, працював техніком-геологом у Середній Азії.
1962 року переїхав до Києва, працював у тресті «Укргеологія». У 1963—1969 роках навчався на вечірньому відділенні на архітектурного факультету Київського інженерно-будівельного інституту, набув спеціальності архітектора. Після закінчення навчання з 1969 року працював за фахом у проєктному інституті ДПІ-5 у Києві. У 1973—1976 роках — головний спеціаліст ДержавтотрансНДІпроекту, з 1976 року — головний архітектор проєкту інституту Діпромісто в Києві.
Помер 2008 року.

## Творчість
Архітектор — автор проєктів (у складі авторських колективів):
- Адміністративні та промислові будівлі в Донецьку, Гродно, Тернополі, Оренбурзі, Кірові, Тирасполі, Києві (1968–1970-ті)
- Станція метро «Героїв Дніпра» (1982, Київ).
- Реконструкція Музично-драматичного театру в Рівному (1982).
- Реконструкція Оперного театру в Києві (1988).
- Житлові будинки в Києві, Новій Каховці, Рівному (1980–90-ті).

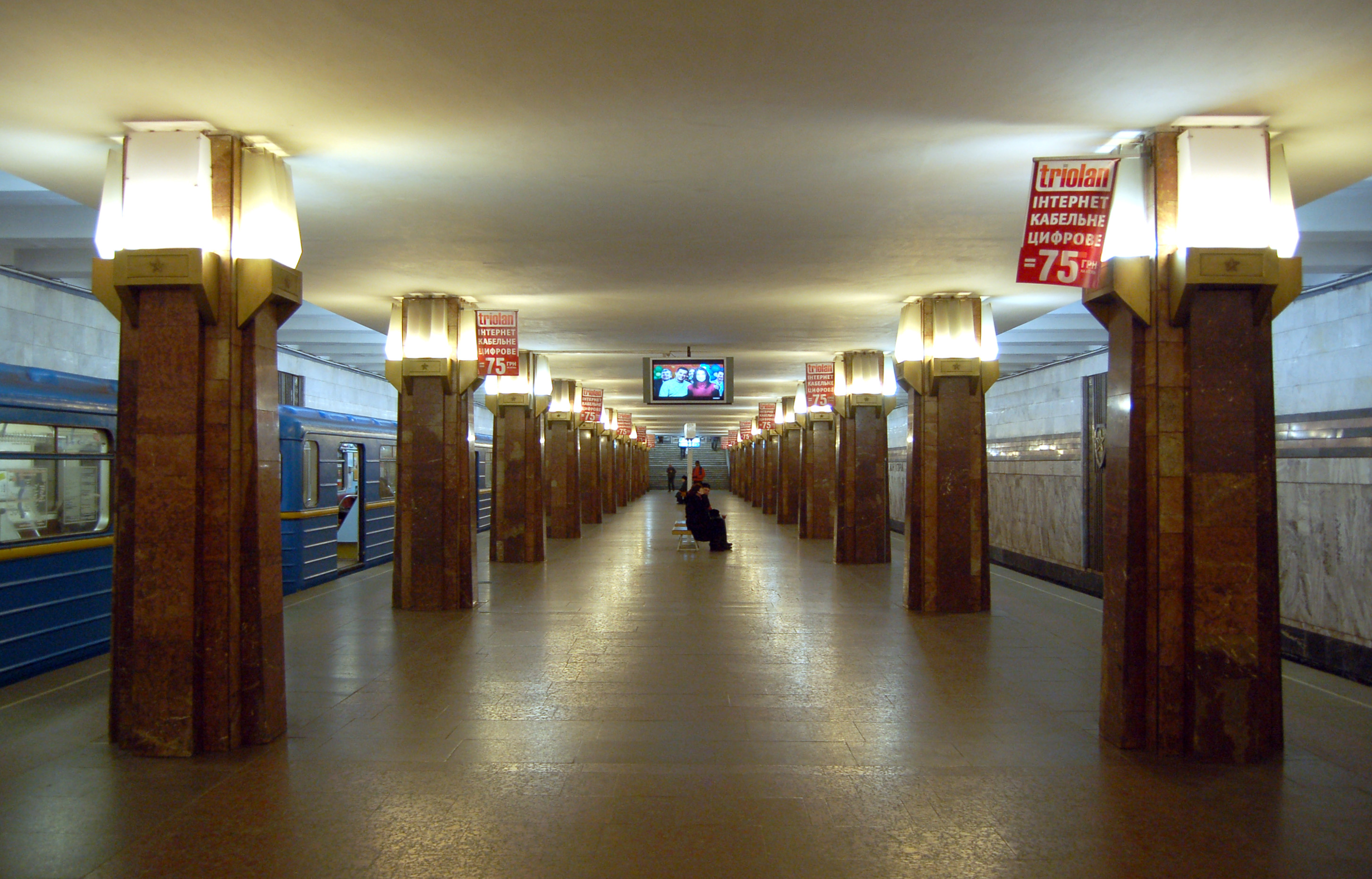
Станція метро «Героїв Дніпра»

## Діти
- син Андреєв Євген Геннадійович (1962 р. н.), дочка Андреєва Юлія Геннадіївна (1969 р. н.).